# Schnorbach
Schnorbach település Németországban, Rajna-vidék-Pfalz tartományban. Lakosainak száma 253 fő (2023. december 31.).

## Népesség
A település népességének változása:
| Lakosok száma | 207  | 249  | 240  | 257  | 262  | 253  |
|               | 1975 | 2017 | 2019 | 2021 | 2022 | 2023 |